# Врхтепла
Врхтепла (словац. Vrchteplá) — село, громада округу Поважська Бистриця, Тренчинський край. Кадастрова площа громади — 4.9 км². Протікає Манінський потік.
Населення 243 особи (станом на 31 грудня 2021 року).

## Історія
Врхтепла згадується 1351 року.

## Населення
| Рік:            | 1994. | 2004.   | 2014.   | 2024.   |
| --------------- | ----- | ------- | ------- | ------- |
| Кількість осіб: | 260   | 256     | 272     | 248     |
| Різниця:        |       | -1,53 % | +6,25 % | -8,82 % |

| Рік:            | 2023. | 2024.   |
| --------------- | ----- | ------- |
| Кількість осіб: | 244   | 248     |
| Різниця:        |       | +1,63 % |